# Vazzano
Vazzano ist eine süditalienische Gemeinde (comune) mit 935 Einwohnern (Stand 31. Dezember 2023) in der Provinz Vibo Valentia in Kalabrien. Die Gemeinde liegt etwa 14 Kilometer südöstlich von Vibo Valentia und gehört zur Comunità Montana dell'Alto Mesima.